# Geyser maritime
Pour les articles homonymes, voir Souffleur et Geyser (homonymie).

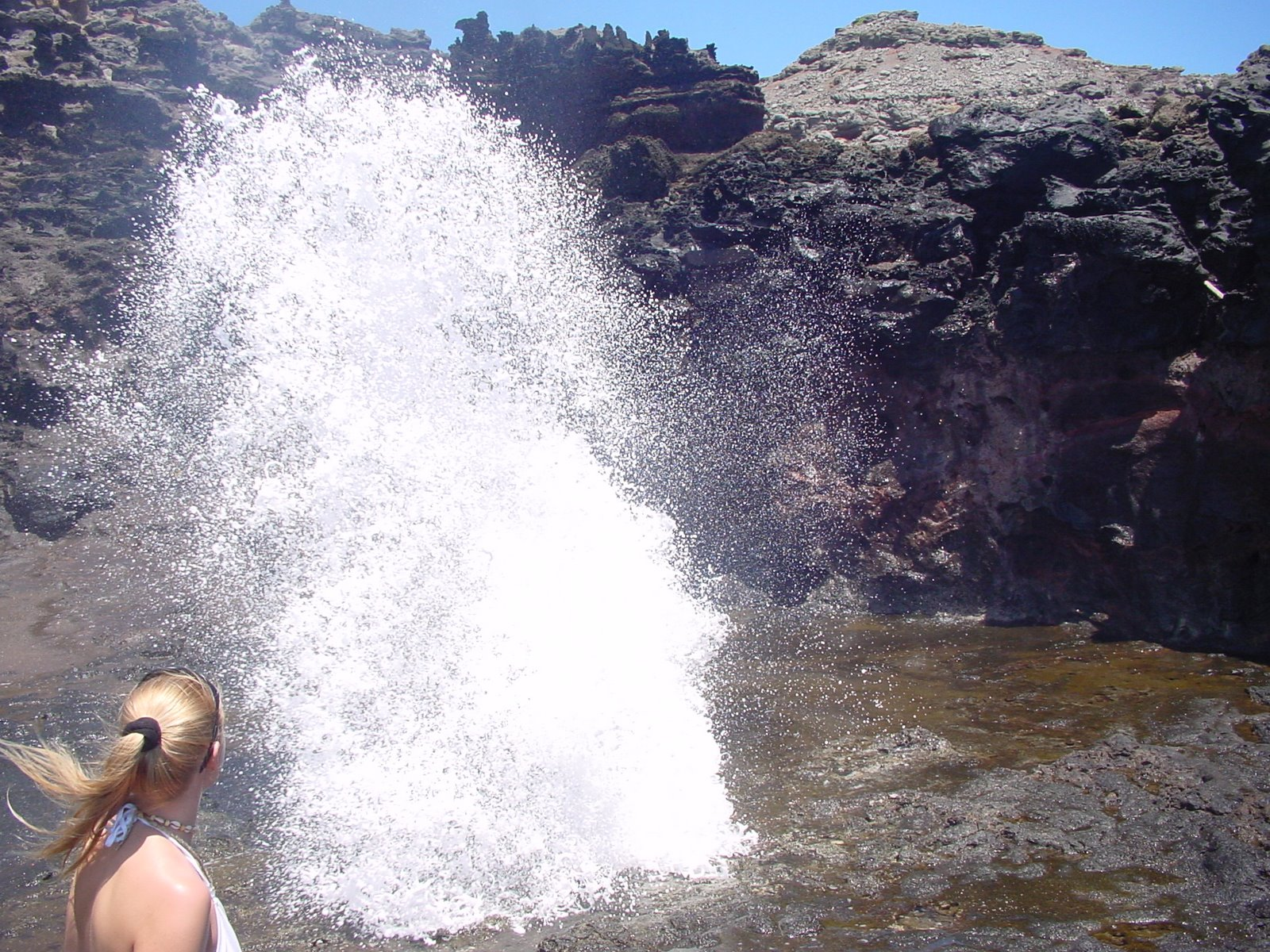
Geyser maritime de Nakalele sur Maui à Hawaï.

Un geyser maritime, trou souffleur littoral ou simplement souffleur est un orifice au sol (appelé évent), généralement en bordure de mer, où de l'eau est projetée en hauteur par suite des mouvements de flux et de reflux de la mer dans une galerie souterraine dont la forme permet de comprimer de l'air à son extrémité.

## Description
Lorsque la mer pénètre dans le chenal souterrain, elle comprime l'air dans l'extrémité de la caverne. Lorsque la mer se retire, l'air comprimé repousse l'eau avec violence et s'il existe un orifice communiquant avec le sol, une partie de l'eau repoussée peut être recrachée au niveau de l'orifice.
Il existe de nombreux trous souffleurs littoraux dans le monde ; aussi dits geysers maritimes, ce sont en fait de faux geysers. Mentionnons quelques-uns : trou souffleur de Arahoho, Tahiti ; Nakalele sur l'île Maui, Hawaï ; Alofaaga sur l'île de Sava, Samoa ; Halona sur l'île Oahu, Hawaï ; trous de souffleur en France, au sud de Batz et du Pouliguen, ou encore à Anse-Bertrand, en Guadeloupe. Le plus important au monde serait celui de Kiama en Nouvelle-Galles du Sud en Australie.
Il faut distinguer le trou souffleur littoral du trou souffleur intérieur qui expulse plutôt un souffle d'air sous pression venant d'une cavité souterraine.

## Galerie

Trou souffleur littoral.
Trou souffleur intérieur.
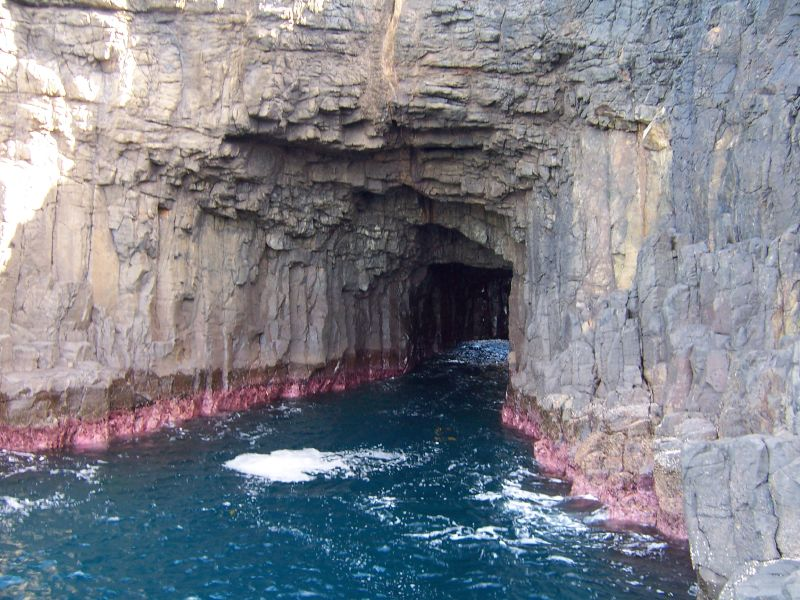
Le chenal d'entrée de la mer à Kiama.
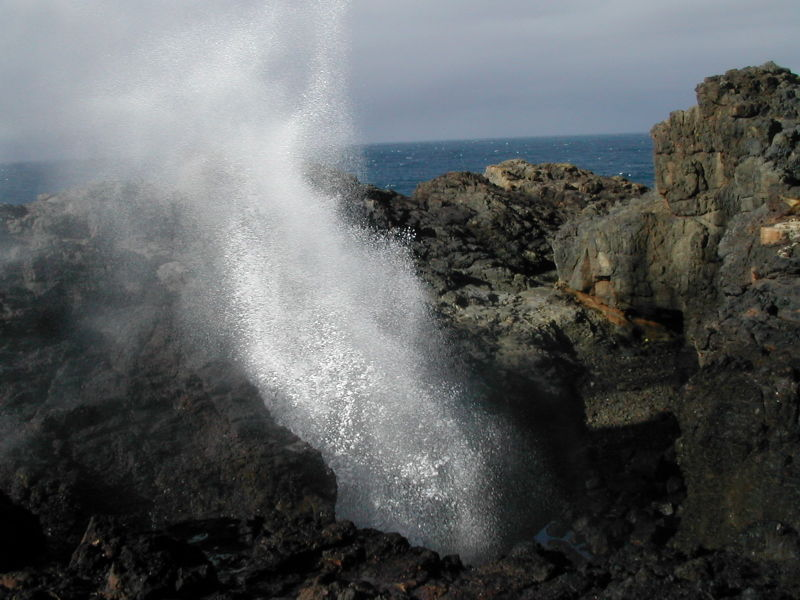
Le geyser maritime de Kiama.
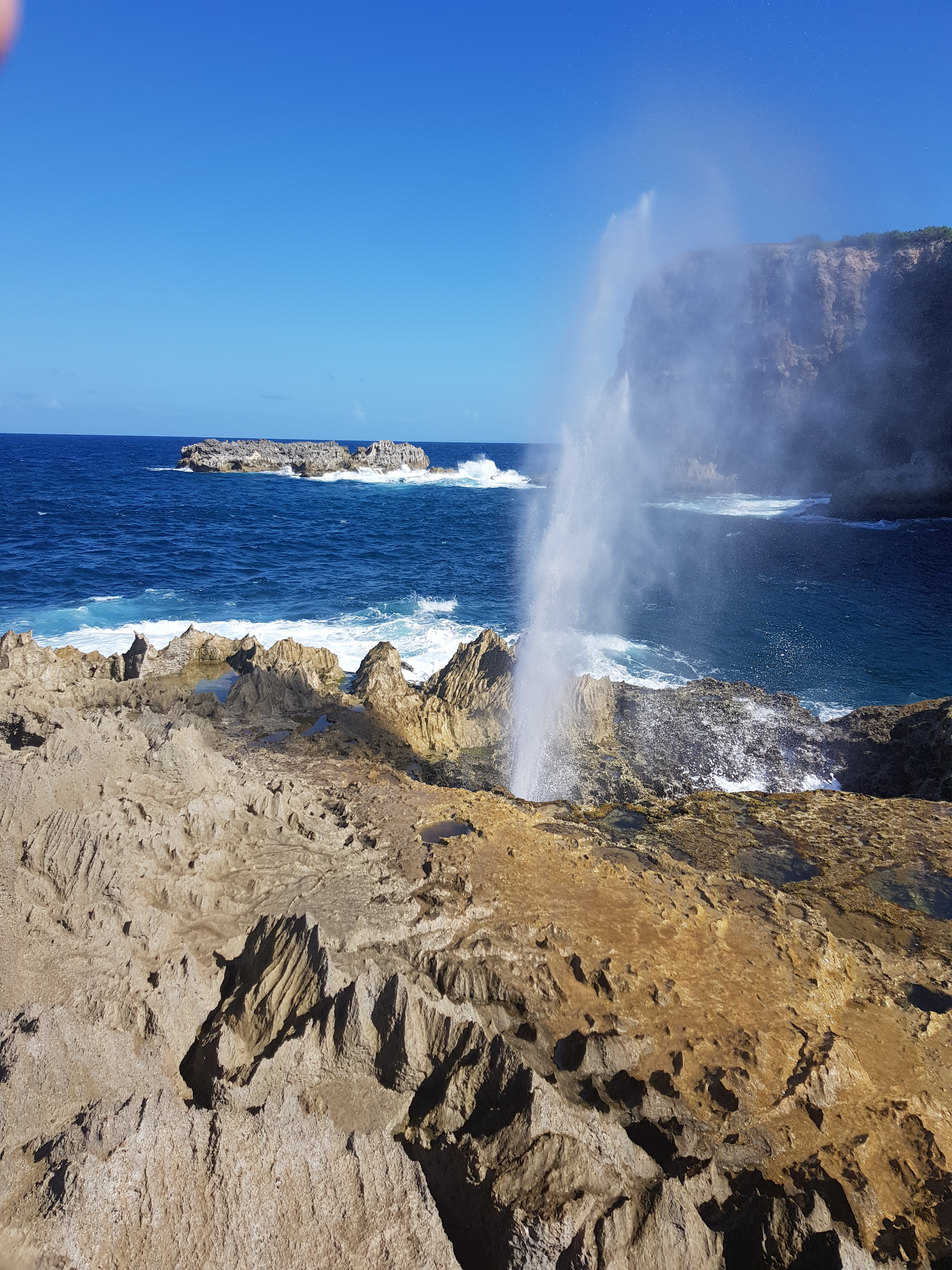
Le Souffleur, Guadeloupe